# Municipio de Medicine (condado de Mercer)
El municipio de Medicine (en inglés: Medicine Township) es un municipio ubicado en el condado de Mercer en el estado estadounidense de Misuri. En el año 2010 tenía una población de 166 habitantes y una densidad poblacional de 1,3 personas por km².

## Geografía
El municipio de Medicine se encuentra ubicado en las coordenadas 40°19′15″N 93°25′52″O / 40.32083, -93.43111. Según la Oficina del Censo de los Estados Unidos, el municipio tiene una superficie total de 127.66 km², de la cual 127,4 km² corresponden a tierra firme y (0,2 %) 0,26 km² es agua.

## Demografía
Según el censo de 2010, había 166 personas residiendo en el municipio de Medicine. La densidad de población era de 1,3 hab./km². De los 166 habitantes, el municipio de Medicine estaba compuesto por el 91,57 % blancos, el 6,63 % eran asiáticos y el 1,81 % eran de una mezcla de razas. Del total de la población el 0,6 % eran hispanos o latinos de cualquier raza.